# 英国驻亚东商务委员
英国驻亚东商务委员（British trade agent based at Yatung）是根据1890年《中英藏印条约》与1893年《中英藏印续约》英国派驻西藏亚东的外交官员职位。

## 历史
1894年5月1日，中英代表在亚东举行了开埠仪式，出席的有英国驻锡金政务官怀特、中国靖西同知兼亞東關監督王延齡、第一任税务司戴乐尔（F. E. Taylor）。由于中国驻亚东的税务司控制在大清皇家海關總稅務司的英国人之手，所以雖然1893年勞倫斯·沃德爾被任命為商务委员，卻並未就职，至1903年无人在职。
历任驻亚东商务委员：
- 1903年11月旺什（Ernest Herbert Cooper Walsh）作为荣赫鹏的政治助理曾代理此职。[4][2]
- 1905年5月查爾斯·阿爾弗雷德·貝爾
- 1905年11月坎贝尔(William Lachlan Campbell)
- 1906年弗雷德里克·馬士曼·貝里
- 1908年1月坎贝尔(W. L. Campbell)
- 1908年7月弗雷德里克·馬士曼·貝里
- 1909年6月肯尼迪（R. S. Kennedy）
- 1909年7月大衛·麥克唐納（法语：David Macdonald）
- 1924-1936年由英国驻江孜商务委员兼任此职。
- 1936年7月诺布顿珠（Norbu Dhondup）
- 1942年9月凯泽(Sonam Tobden Kazi)
- 1943年8月彭巴次瑞（Pemba Tsering)
- 1944年5月凯泽(Sonam Tobden Kazi)